# Haus des Reichs
Koordinaten: 53° 4′ 45″ N, 8° 48′ 46″ O

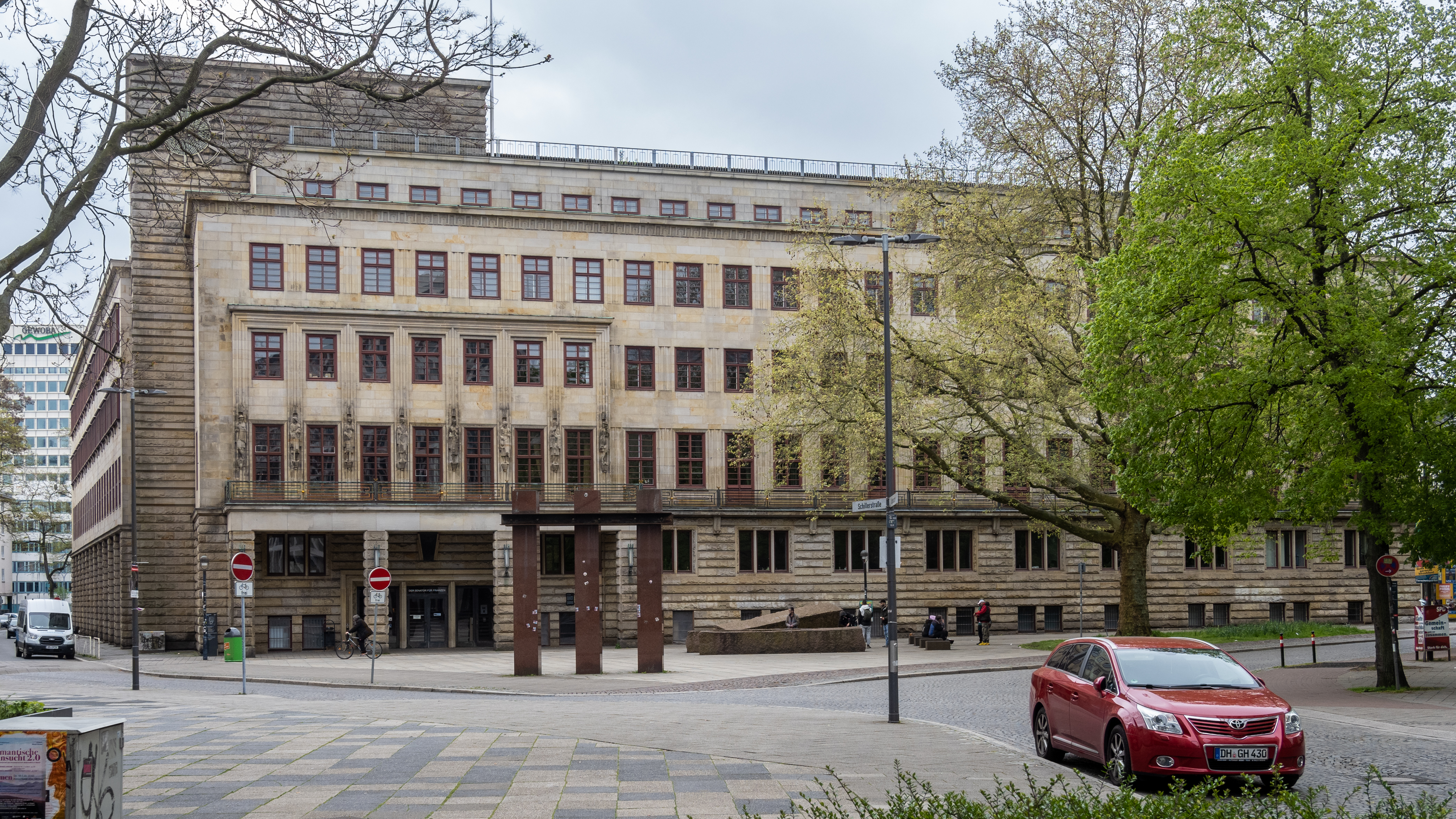
Finanzamt (Haus des Reichs) in Bremen

Das Haus des Reichs am Rudolf-Hilferding-Platz in Bremen ist unter anderem Dienstsitz des bremischen Senators für Finanzen.
Das Gebäude steht seit 1978 unter Bremer Denkmalschutz.

## Geschichte
Das „Kontorhaus“ wurde von 1928 bis 1931 von der Nordwolle erbaut, welche ihren Unternehmenssitz von Delmenhorst nach Bremen verlegt hatte. Die Nordwolle war bei Baubeginn das größte europäische Wollverarbeitungsunternehmen mit über 20.000 Beschäftigten. Mit der Errichtung des Hauses beabsichtigten die Unternehmensleiter, die Brüder G. Carl, Heinz und Friedrich Lahusen, sich ein Denkmal in Form eines Verwaltungspalastes zu setzen. Architekten waren die Brüder Hermann und Eberhard Gildemeister.
Das Gebäude mit fast 34.000 Quadratmetern Bruttogrundfläche wurde Anfang 1931 fertiggestellt und ist heute noch eines der größten Bürogebäude in Bremen. Die Baukosten sollen ca. 12 Millionen Reichsmark betragen haben. Nach der Bauabnahme im Februar 1931 ging die Nordwolle noch vor der Einweihung im Juli des gleichen Jahres in die Insolvenz. 1934 übernahm die Reichsfinanzverwaltung des Deutschen Reiches das Gebäude. Es erhielt die Bezeichnung „Haus des Reichs“ und wurde zunächst durch das Landesfinanzamt Weser-Ems, später vom Reichsstatthalter für Oldenburg/Bremen und dem Gauleiter Bremen der NSDAP genutzt. Im Zweiten Weltkrieg blieb es weitgehend unbeschädigt. Während des Krieges befand sich im ersten Stock die Kriegsmarinedienststelle (KMD) Bremen. Nach 1945 wurde es Sitz der Militärregierung für Bremen und Bremerhaven in der amerikanischen Besatzungszone. Ab 1947 nahm die bremische Finanzverwaltung das Gebäude nach und nach wieder in Benutzung.

## Architektur

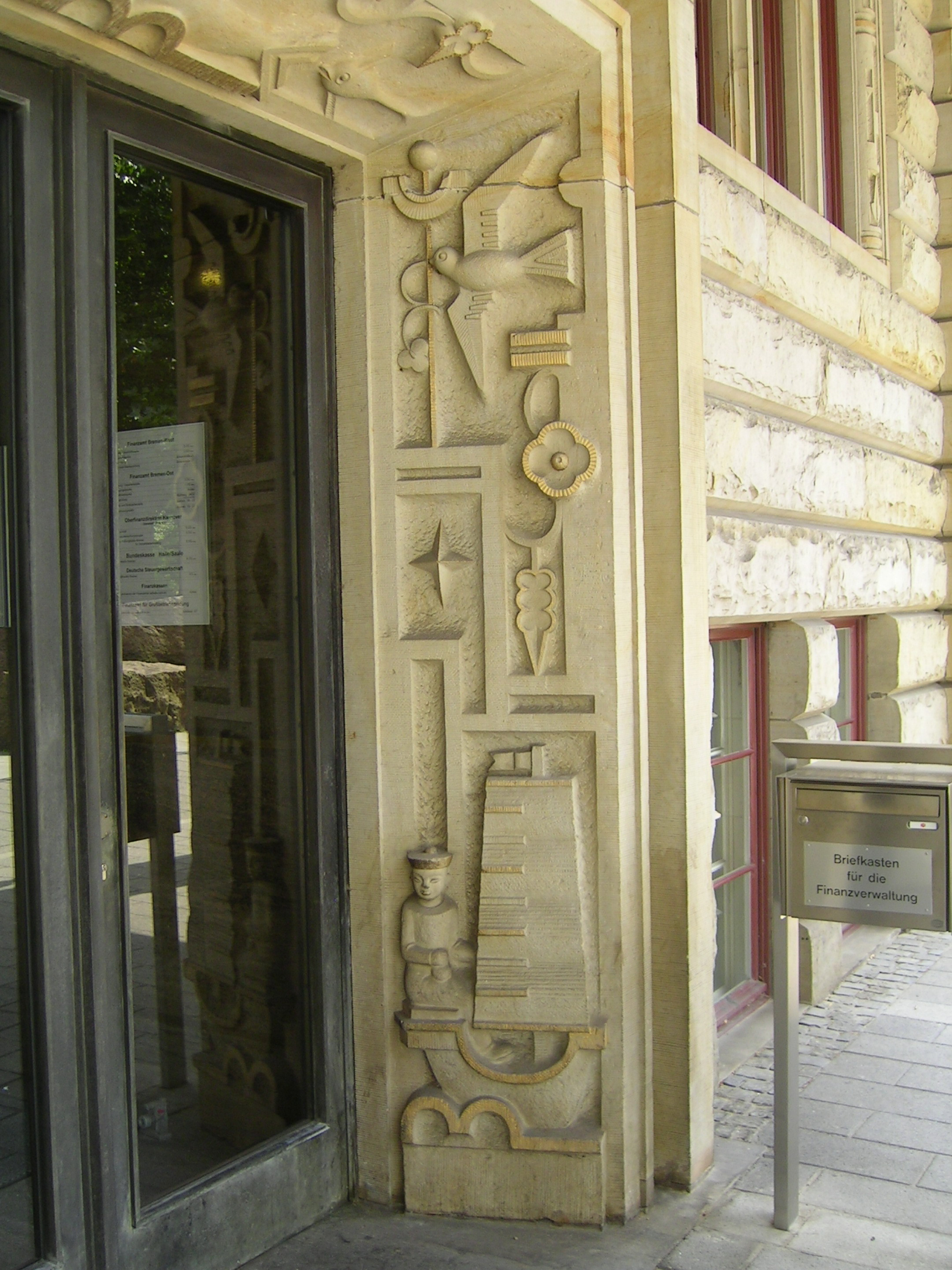
Detail am rekonstruierten Haupteingang. Das Original steht im Fabrikmuseum Delmenhorst

Das Gebäude folgt keinem bestimmten Baustil, sondern ist eine Schöpfung eigener Art. Für die Fassade wurde Sandstein der Obernkirchener Sandsteinbrüche verwendet. Die Details des Bauwerks und der Ausstattung sind überaus reichhaltig, auf der Makroebene hingegen ist das Gebäude streng funktional. Einflüsse des Neuen Bauens, des Expressionismus und des Art déco sind zu erkennen.
Im Innenhof des vierflügeligen, aber nicht rechteckigen Gebäudes steht ein Springbrunnen mit einem Uhrenturm. Die Uhren sollen die Beschäftigten bei jedem Blick aus dem Fenster daran erinnern, dass sie mit dem Blick aus dem Fenster kostbare Arbeitszeit vergeuden.
Im Gebäude befinden sich noch drei verbliebene Paternosteraufzüge in Betrieb (siehe auch die Liste der vorhandenen Paternosteraufzüge).

## Heutige Nutzung
Das Haus des Reichs wird heute vom Senator für Finanzen und von den Finanzämtern Bremen (ehemals Bremen-West/ -Ost / -Mitte), dem Finanzamt für Außenprüfung sowie von der Landeshauptkasse und der Oberfinanzdirektion Hannover genutzt. Im Haus des Reichs befand sich bis zur Strukturreform der Bundesfinanzverwaltung von 1998 die Oberfinanzdirektion Bremen, ebenso die Zolllehranstalt. Da die in den Bremer Bundesbezirk übernommene Oberfinanzdirektion Hannover zum 1. Januar 2008 ebenfalls aufgelöst wurde, wird ihre Präsenz in dem Gebäude von der neu gegründeten Bundesfinanzdirektion Nord (durch das Hauptzollamt Bremen) vertreten sein.
In der sechsten Etage des Gebäudes befand sich ein öffentlich zugängliches barrierefreies Restaurant mit Dachgarten und guter Aussicht über die Stadt.

## Umgebung

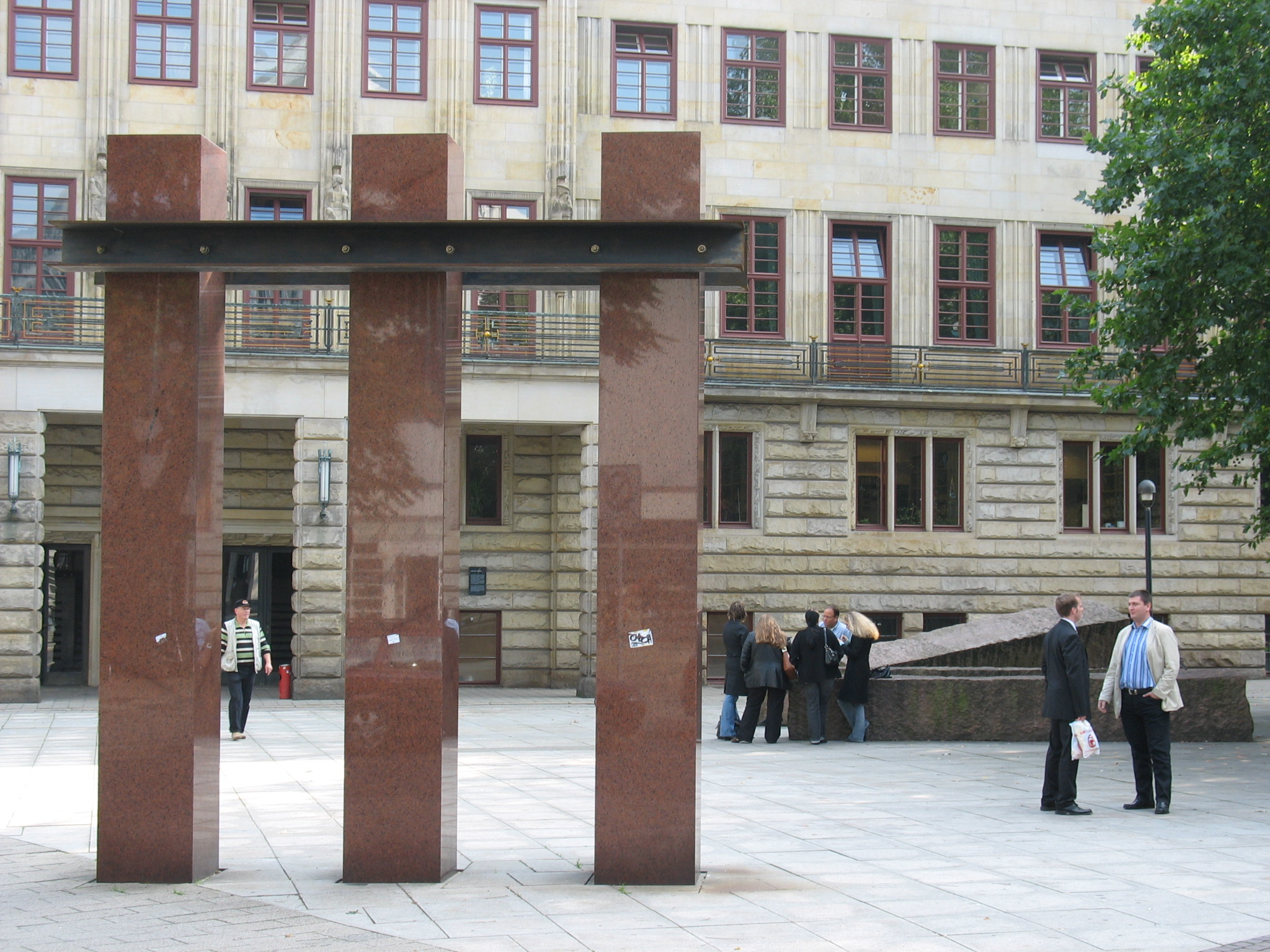
Fragment

Seit 1988/1991 nimmt Fragment, ein Kunstwerk des niedersächsischen Malers und Bildhauers Hawoli, den Platz vor dem Haupteingang des Gebäudes ein. Das Werk ist eine Hommage an Rudolf Hilferding, nach dem auch der Platz benannt ist. Vier gestürzte rot-schwarze Granitpfeiler symbolisieren die gestürzte Macht – Hilferding verlor sein Amt als Reichsfinanzminister in einer „rot-schwarzen“ Regierung nach dem Beginn der Weltwirtschaftskrise, im Dezember 1929. Die anderen drei im Zentrum des Platzes stehenden, sich mit einem Stahlträger aneinander klammernden, polierten Granitpfeiler stellen die verbleibenden Mitglieder der Regierung dar, der nun die Mehrheit fehlt.